# Königlich Bayerisches Amtsgericht
Die ZDF-Fernsehserie Königlich Bayerisches Amtsgericht beschreibt Gerichtsszenen aus den Jahren 1911/1912 in einem Amtsgericht des fiktiven niederbayerischen Ortes Geisbach mit den ebenso fiktiven Nachbargemeinden Kirchenzell, Remarding und Dürling. Ausgestrahlt wurde die Serie in zwei Staffeln mit insgesamt 53 Folgen zwischen 1969 und 1972.

## Inhalt
Der Autor Georg Lohmeier selbst war Befürworter der Wiedereinführung der Monarchie in Bayern. Dementsprechend idealisiert auch sein Königlich Bayerisches Amtsgericht „die gute, alte Zeit“ des Königreichs Bayern vor 1914 unter der Regentschaft des Prinzregenten Luitpold. Besonders stilbildend für seine Serie ist der von Hans Baur gespielte Amtsrichter August Stierhammer (in der Folge Das Schmerzensgeld heißt er Benedikt Stiersdorfer), der manchmal eigenartige und listige Methoden der Prozessführung an den Tag legt.
Der Text des Vorspanns, der von Gustl Bayrhammer gesprochen wurde, lautet: „Es war eine liebe Zeit, die gute, alte Zeit vor anno 14. In Bayern gleich gar. Damals hat noch Seine Königliche Hoheit der Herr Prinzregent regiert, ein kunstsinniger Monarch, denn der König war schwermütig. Das Bier war noch dunkel, die Menschen war’n typisch, die Burschen schneidig, die Dirndl sittsam und die Honoratioren ein bisserl vornehm und ein bisserl leger. Es war halt noch vieles in Ordnung damals. Denn für Ordnung und Ruhe sorgte die Gendarmerie und für die Gerechtigkeit das Königliche Amtsgericht.“ Untermalt wird der Vorspann durch die Melodie des Amtsgerichts-Ländlers.
Die Handlung der Gerichtsszenen folgt einem wiederkehrenden Schema. Nach anfänglicher Aufregung und hochkochenden Emotionen auf der Anklagebank und im Zuschauerraum löst sich unter der strengen, bisweilen augenzwinkernden Verhandlungsführung des erfahrenen Vorsitzenden aufgrund eines „Drehs“ alles in Wohlgefallen auf – meist, nachdem der eine oder andere Schwindel aufgeflogen ist. Gleich darauf verträgt man sich wieder, alles war nicht so böse gemeint und die Gemüter haben sich längst wieder beruhigt.
Häufig muss der Gerichtsdiener den Herrn Ökonomierat, Guts- und Brauereibesitzer Joseph Fäustl in dessen Gastwirtschaft aufsuchen, um ihn für eine Zeugenaussage vor Gericht zu bitten. Er trifft den wohlbeleibten, alten Ökonomierat dann gewöhnlich bei einem üppigen und bierigen Wurst- oder Bratenfrühstück an. Dabei leisten ihm manchmal einige der ortsansässigen Honoratioren Gesellschaft. Der lange, magere und stets hungrige Gerichtsdiener bekommt dann oft eine Brotzeit und Bier spendiert und bleibt gleich dabei sitzen, während sich der Herr Ökonomierat ganz gemächlich ins Gerichtsgebäude bequemt – oder einmal auch nicht. Tritt er vor Gericht auf, so meist als „Deus ex machina“: Sein Zeugenbeitrag wirkt dann als Schlüssel zur gütlichen Beilegung der Streitigkeit.
Der Abspann beginnt mit der Großaufnahme von Pepi Scherfler als Tubist der Blasmusik bei seinem Solo am Eingang der von ihm komponierten Amtsgerichtspolka, die den Abspann musikalisch begleitet. Anschließend ist noch einmal die markante Stimme Gustl Bayrhammers zu hören. Da sagt er: „Das Leben geht weiter, ob Freispruch oder Zuchthaus, auch in der guten, alten Zeit – und auf die Guillotin’ hat unser alter Herr Rat eh’ niemanden geschickt … Eine liebe Zeit, trotz der Vorkommnisse – menschlich halt. Und darum kommt es immer wieder zu diesen Szenen – im Königlich Bayerischen Amtsgericht.“ Dieser Off-Text begleitet stets dieselbe sorgfältig choreographierte Tanzszene in einem Biergarten. Auf sie folgt – per Schnitt – ein Blick auf den Tisch der oben genannten Honoratioren, die den Prozessausgang gemeinsam mit den jeweiligen Prozessbeteiligten versöhnlich kommentieren. Das Schema folgt damit der klassischen Komödie, in der alle Beteiligten am Ende miteinander versöhnt werden müssen.

## Außenaufnahmen
Sämtliche Außenaufnahmen der Fernsehserie entstanden im oberbayerischen Rupertiwinkel, hauptsächlich im heutigen Landkreis Berchtesgadener Land. Der Vorspann zeigt in der ersten Szene eine Aufnahme von Teisendorf und wenig später den Autor Georg Lohmeier mit einem kurzen Cameoauftritt als Pfarrer vor der Stiftskirche Laufen. Der Viehmarkt wurde am Rupertusplatz in Laufen gedreht. Das im Vorspann zu sehende Amtsgerichtsgebäude ist in Wirklichkeit das Rathaus des Salzachstädtchens Tittmoning, wie auch der Marktplatz des fiktiven Ortes Geisbach in Tittmoning zu verorten ist. Im Hintergrund, bei 00:40 des Vorspanns ist ein nicht entferntes Auto zu erkennen.

## Besetzung
Hauptrollen
- Amtsgerichtsrat August Stierhammer: Hans Baur
- Wachtmeister: Georg Blädel
- Gerichtsschreiber Hechtl, später Gerichtsschreiber Haberkorn: Franz Loskarn
- Staatsanwalt: Peter Brand
- Ökonomierat Josef Fäustl, Guts- und Brauereibesitzer dahier: Albert Hoerrmann

Weitere, häufig auftretende Nebenrollen
- Korbinian Kottmayr, Bürgermeister von Dürrling: Fritz Straßner, in späteren Folgen Gustl Bayrhammer
- Herr Fellbacher, Bürgermeister von Kirchenzell:  Gustl Bayrhammer
- Herr Brecht, Bürgermeister von Geisbach:  Fritz Straßner
- Nachtwächter Vitus Dengl (Veitl): Ludwig Schmid-Wildy
- Totengräber, Leichenbitter und Hochzeitslader Alois Wastlhuber: Franz Helminger
- Einmacherin Franziska Wastlhuber, Ehefrau des Totengräbers Alois Wastlhuber: Rosl Mayr
- Rechtsanwalt Dr. Schlitz: Thomas Reiner, Robert Naegele (nur in Das Fahrtrecht)
- Rechtsanwalt Dr. Zorn:  Peter Dornseif, Otto Nissl (nur in Der gestohlene Ochse und das Beichtgeheimnis), Thomas Reiner (nur in Die Verwechslung)
- Rechtsanwalt Dr. Fuchs: Fritz Pauli (nur in Der Bierkrawall), Peter Dornseif (nur in Der Bierpanscher)
- Justizrat:  Walter Holten, Peter Dornseif (nur in Der zerbrochene Maßkrug), Adolf Ziegler (nur in Das Damenkränzchen), Werner Abrolat (nur in Die Haberer und ihre Beleidigungen), Thomas Reiner (nur in Der Lokomotivführer), Karl-Heinz Peters (nur in Der Wilderer)
- Viehhändler Korbinian Held: Willy Harlander, auch Max Grießer (u. a. in Der Viehdiebstahl), auch Karl Tischlinger (in Der gesetzliche Fehler)
- Pfarrhaushälterin Ursula Attenberger: Eva Vaitl, Gusti Kreissl (nur in Der Böllerer)
- Georg Aderer, Adererbauer von Adering: Karl Schaidler
- Bartholomäus Huber, Huber-Bauer von Reamading: Josef Leitner
- Nikolaus Nialinger, Nialinger-Bauer von Nialing: Max Grießer, Hans Stadtmüller, Gustl Gstettenbaur
- Nikolaus Nialinger jun., Nialinger-Sohn von Nialing: Ossi Eckmüller
- Josef Freimel, Freimelhuber von Freimelhub: Gustl Gstettenbaur, auch Beppo Brem
- Ursula Freimel, Freimelhuber-Tochter von Freimelhub: Ursula Herion-Fischer
- Josef Freimel sen., Austragsvater von Freimelhub: Ernst Barthels
- Frau Ökonomierat Georgine Fäustl (auch kurz Fäustlin): Viktoria Naelin
- Babette Wallner, Kellnerin in Dürrling: Erni Singerl
- Franziska Neudecker, Kellnerin vom Postbräu: Veronika Fitz
- Franz Xaver Dampfl, Bäckermeister
- Mathias Praxenthaler, Metzgermeister: Max Grießer, auch Karl Tischlinger (u. a. in Der Dieb), auch Gerd Fitz (nur in Der Rosstäuscher)
- Ingerl, Bürstenbinder: Willy Schultes
- Kölbl, Korbmacher: Karl Tischlinger
- Bader: Alexander Malachovsky
- Oberlehrer Franz Wunder: vorgeblich Alexander Malachovsky (fehlerhafte Zuordnung im Abspann der Episode Concordia und weiteren Folgen)
- Schöffen: Olf Fischer, Josef Moosholzer

Nach jeder Folge spielen Pepi Scherfler (Tubist) und seine Musikanten die Amtsgerichtspolka.

## Folgen
Die ersten 26 Folgen wurden ab Januar 1969 ausgestrahlt. Eine zweite Staffel von ebenfalls 26 Folgen startete im Oktober 1970 mit großem Erfolg. Die letzte Folge wurde im Januar 1972 ausgestrahlt.
1. Staffel (1969):
1. Der Pfarrgockel (mit Gustl Bayrhammer, Erni Singerl, Eva Vaitl und Walter Holten)
2. Bierkrawall (mit Maxl Graf, Max Grießer, Karl Obermayr, Fritz Straßner, Fritz Pauli, Viktoria Naelin und Inge Holzer-Siebert)
3. Die Drud (mit Margot Mahler, Lothar Kern, Hannes Keppler, Adele Hoffmann und Ossi Eckmüller)
4. Nachtwächter (mit Ludwig Schmid-Wildy, Ursula Herion, Fritz Straßner und Olf Fischer)
5. Der Brunnenmacher (mit Maxl Graf, Lisa Ravel, Hans Stadtmüller, Karl Tischlinger, Rosl Günther und Gertraud Reger)
6. Der Wald und die Bäume (mit Peter Holzmüller, Fritz Straßner, Karl Tischlinger, Viktoria Naelin, Inge Holzer-Siebert, Paula Braend, Josepha Samson und Vera Rheingold)
7. Der Marksteinrucker (mit Max Grießer, Gustl Gstettenbaur, Christa Berndl, Fritz Straßner, Marianne Brandt, Ossi Eckmüller, Werner Dürst und – als Freimel Senior – Ernst Barthels)
8. Der Liebesbriefschreiber (mit Ludwig Schmid-Wildy, Erni Singerl, Max Grießer, Eduard Loibner, Gusti Kreissl, Adele Hoffmann, Carl Scheidler, Rolf Castell, Fritz Pauli und Alfred Pongratz)
9. Einheirat (mit Maxl Graf, Fritz Straßner, Alfred Pongratz, Erni Singerl, Hans Stadtmüller, Willy Harlander, Karl Schaidler, Franziska Stömmer und Lisl Steininger)
10. Der Finanzamtmann (mit Veronika Fitz, Ursula Herion-Fischer, Peter Holzmüller, Eduard Loibner, Gusti Kreissl, Hertha Barian, Gertraud Reger und Viktoria Naelin)
11. Schmerzensgeld (mit Veronika Fitz, Willy Schultes, Ludwig Schmid-Wildy, Alexander Malachovsky und Karl Schaidler)
12. Das Fahrtrecht (mit Maxl Graf, Adele Hoffmann, Ludwig Wühr, Hans Stadtmüller, Ursula Herion-Fischer und Fritz Straßner)
13. Der Leichenbitter (mit Franz Helminger, Rosl Mayr, Peter Holzmüller, Paula Braend, Marianne Brandt und Rosl Günther)
14. Der Atheist (mit Alfred Pongratz, Rosl Mayr, Lisl Steininger, Willi Koch, Max Grießer, Eduard Loibner, Willy Harlander, Alexander Malachovsky und Olf Fischer)
15. Der Mäzenas (mit Ludwig Schmid-Wildy, Max Griesser, Franz Helminger, Alfred Pongratz, Erni Singerl, Richard Schöffmann, Uli Steigberg und Veronika Fitz)
16. Der Wildschütz (mit Maxl Graf, Harry Hardt, Willy Schultes, Willy Anders, Uli Steigberg, Maria Stadler, Susanne von Sass, Alois Michael Heigl und Veronika Fitz)
17. Die Polizeistund’ (mit Ludwig Schmid-Wildy, Veronika Fitz, Willy Harlander, Olf Fischer, Rolf Castell, Alexander Malachovsky, Viktoria Naelin und Inge Holzer-Siebert)
18. Die Körperverletzung (mit Monika Dahlberg, Harry Hardt, Maxl Graf, Franz Helminger, Peter Holzmüller, Adele Hoffmann, Alfred Pongratz, Karl Obermayr, Heini Göbel und Alois Michael Heigl)
19. Der Geizige (mit Eva Vaitl, Enzi Fuchs, Karl Obermayr, Fritz Straßner, Edmund Steinberger und Emil Markgraber)
20. Concordia (mit Ludwig Schmid-Wildy, Max Grießer und Willy Harlander, Alexander Malachovsky, Olf Fischer, Lisl Steininger, Ursula Herion-Fischer und Friedhelm Schwarz)
21. Die alte Burgl (mit Elfie Pertramer, Gustl Gstettenbaur, Adele Hoffmann, Fritz Straßner und Adolf Ziegler)
22. Der gesetzliche Fehler (mit Franziska Stömmer, Zeno Diemer, Karl Schaidler, Hans Baur, Georg Blädel, Karl Tischlinger, Karl Schaidler, Peter Brand, Franz Loskarn; Regie: Ernst Schmucker)
Kurzfassung: Der Viehhändler und Ehevermittler Korbinian Held steht vor Gericht, weil er dem Ökonomen Kottmayr ein schwerkrankes Pferd zu einem hohen Preis verkauft hat. Es stellt sich die Frage, wie hart wird der Amtsgerichtsrat ihn bestrafen?
23. Die Entführung (mit Ludwig Schmid-Wildy, Willy Harlander, Gertrud Schustereder, Veronika Fitz, Max Grießer, Eduard Loibner, Uli Steigberg und Viktoria Naelin)
24. Aufruhr (mit Maxl Graf, Ossi Eckmüller, Fritz Strassner, Enzi Fuchs, Iris Mayer und Karl Obermayr)
25. Der Parasit (mit Ernst Barthels, Elfie Pertramer, Harry Hardt und Ludwig Schmid-Wildy, Gustl Gstettenbaur, Vera Rheingold, Rolf Castell, Viktoria Naelin und Veronika Fitz)
26. Das Elektrische (mit Gustl Bayrhammer, Willy Schultes, Eduard Loibner, Maxl Graf, Iris Mayer, Martha Kunig-Rinach und Franziska Stömmer)

2. Staffel (1970/71):
1. Die Kollision (mit Rolf Castell, Harry Hardt, Karl Tischlinger, Max Grießer, Katharina de Bruyn und Veronika Fitz)
2. Das Bienenhaus (mit Gustl Bayrhammer, Willy Schultes, Sepp Rist, Eva Vaitl, Paula Braend und – als „Irrenarzt“ – Georg Lehn)
3. Der Gewissenhafte (mit Beppo Brem, Erni Singerl, Traudl Schenk, Edmund Steinberger, Anton Färber, Emil Markgraber, Fritz Straßner, Irmgard Henning und Ludwig Schmid-Wildy)
4. Der Fünfer (mit Beppo Brem, Maxl Graf, Adolf Ziegler, Wolfi Fischer, Josef Leitner, Eva Vaitl, Christiane Blumhoff und Hans Stadtmüller)
5. Der zerbrochene Maßkrug (mit Franz Helminger, Rolf Castell, Alexander Malachovsky, Emil Markgraber, Katharina de Bruyn (im Abspann: „Kitty“ de Bruyn), Ludwig Schmid-Wildy, Viktoria Naelin und – in der Schlussszene – Georg Lohmeier)
6. Der Rosstäuscher (mit Michl Lang, Gerd Fitz, Hans Stadtmüller, Katharina de Bruyn, Amsi Kern und Ludwig Schmid-Wildy)
7. Die Vergiftung (mit Willy Schultes, Gustl Bayrhammer, Bernd Helfrich und Kathi Leitner)
8. Das Damenkränzchen (mit Adolf Ziegler, Katharina de Bruyn, Ruth Kappelsberger, Marianne Lindner, Karl Tischlinger, Michl Lang und Max Grießer)
9. Die Trompete (mit Willy Harlander, Eva Vaitl, Adele Hoffmann, Peter Gebhard, Walter Holten, Georg Hartl und Franz Helminger)
10. Der anonyme Brief (mit Rolf Castell, Ludwig Schmid-Wildy, Katharina de Bruyn und Fritz Straßner)
11. Der Schabernack (mit Gustl Bayrhammer, Maxl Graf, Hans Baur, Georg Blädel, Ossi Eckmüller, Franziska Stömmer, Fritz Straßner, Eva Vaitl, Franz Loskarn, Hilde März, Albert Hörrmann, Peter Brand, Walter Holten und Heide Sanders). Handlung: Großbauer Viehböck und seine Frau verklagen zwei Burschen, die ihnen ihrer Ansicht nach einen Mistwagen aufs Dach gestellt und zudem den Kamin verstopft haben. Der Richter findet jedoch heraus, dass die sittenstrenge Haushälterin des Pfarrers die Sache zu verantworten hat.
12. Der Dieb (mit Ludwig Schmid-Wildy, Karl Tischlinger, Willy Schultes, Gusti Kreissl, Amsi Kern, Katharina de Bruyn und Victoria Naelin)
13. Das Beichtgeheimnis (mit Beppo Brem, Christiane Blumhoff, Adolf Ziegler, Otto Nissl, Josef Leitner und – als Angeklagter – Wolfi Fischer)
14. Das Gespenst (mit Ernst Barthels, Karl Obermayr, Rosl Günther, Dora Altmann, Susanne von Sass und Alfred Pongratz)
15. Die Haberer (mit Gustl Bayrhammer, Georg Simon Schiller, Karl Obermayr, Christiane Blumhoff, Gustl Gstettenbaur, Franz Helminger und Maxl Graf)
16. Die heiligen drei Madeln (mit Franz Muxeneder, Erna Waßmer (als Erna Bayerl), Maria Stadler, Annemarie Wendl, Hansi Thoms und Willy Schultes)
17. Der Hochzeitslader (mit Gustl Bayrhammer, Elisabeth Biebl, Franz Helminger, Fritz Straßner, Rosl Mayr, Karl Obermayr, Inge Holzer-Siebert, Vera Rheingold, Werner Dürst und Max Grießer)
18. Die neue Magd (mit Gustl Bayrhammer, Maxl Graf, Christiane Blumhoff, Veronika Fitz, Carl Baierl, Enzi Fuchs, Franz Helminger und Bernd Helfrich)
19. Die Verwechslung (mit Rolf Castell, Bernd Helfrich, Thomas Reiner, Olf Fischer, Alexander Malachowsky, Karl Schaidler, Veronika Fitz, Peter Dornseif, Gusti Kreissl und Fritz Straßner)
20. Die Identität (mit Max Grießer, Willy Harlander, Erni Singerl, Josef Leitner und Margot Mahler)
21. Der Spritzenmeister (mit Gustl Bayrhammer, Maxl Graf, Ossi Eckmüller, Iris Mayer, Rolf Castell und Hans Stadtmüller)
22. Der Erbonkel (mit Sepp Rist, Paula Braend, Erni Singerl, Karl Schaidler, Veronika Fitz, Peter Holzmüller, Lisa Ravel und Gerd Fitz)
23. Der Viehdiebstahl (mit Max Grießer, Franz Helminger, Wilhelm Zeno Diemer, Liesl Steininger, Rosl Mayr und Inge Holzer-Siebert)
24. Der Bierpantscher (mit Gustl Gstettenbaur, Rolf Castell, Peter Dornseif, Peter Steiner, Willy Harlander, Adele Hoffmann und Maria Hellwig)
25. Der Lokomotivführer (mit Max Grießer, Karl Tischlinger, Luise Deschauer, Ludwig Wühr, Werner Abrolat, Peter Holzmüller, Thomas Reiner und Helmut Alimonta)
26. Der Wilderer (mit Maxl Graf, Harry Hardt, Karl-Heinz Peters, Inge Wutz, Peter Steiner, Dora Altmann, Uli Steigberg und Josef Leitner)

3. Staffel (1972):
1. Der Böllerer (mit Gustl Bayrhammer, Max Grießer, Franz Helminger und Gusti Kreissl)

## Weitere Verwertung der Serie

### Wiederholungen
Die Ausstrahlung der Fernsehserie wurde in unregelmäßigen Abständen mehrfach wiederholt – anfangs vor allem im ZDF, später auch im Bayerischen Fernsehen innerhalb der ARD.

### Hörspielserie
Zwölf Jahre nach der Erstausstrahlung als Fernsehserie wurde sie 1984 als gleichnamige Hörspielserie im 1. Hörfunkprogramm des Bayerischen Rundfunks neu aufgelegt. Hierfür wurde der Herr Rat von Rolf Castell, der Staatsanwalt von Thomas Reiner und der Wachtmeister von Günther Heysek gesprochen. Die Regie führte Michael Peter.

### DVD
Alle Folgen sind auf DVD erhältlich (Stand Dezember 2015), die Reihenfolge auf den DVDs weicht von der oben stehenden Aufzählung ab.

## Sonstige Rezeption
In Anlehnung an die Fernsehserie schrieb René Heinersdorff das Theaterstück Stille Nacht im Amtsgericht, das im Winter 2024/25 in der Komödie im Bayerischen Hof in München aufgeführt wurde.

## Trivia
Hans Baur hatte die Rolle eines bayerischen Amtsrichters bereits – sehr ähnlich angelegt – 1959 in der ersten Komödienstadel-Folge Der zerbrochene Kruag gespielt.